# Бедрос Сиремджиян
Бедрос Сиремджиян (на арменски: Պետրոս Սերեմջյան) известен още като Бедо Булгараци е български офицер, български и арменски революционер.

## Биография
Бедрос Сиремджиян е роден в арменско семейство през 1872 година в Пловдив, тогава в Османската империя. Завършва гимназия в Пловдив, а след това Военното на Негово Височество училище и като всички успешно завършили е произведен в чин подпоручик от Българската войска. Отдава се на каузата за освобождението на Армения от османска власт и заминава за Персия, откъдето на няколко пъти навлиза с въстанически чети в арменските земи. В 1901 година е арестуван от руските власти и лежи за кратко в руски затвор. По-късно същата година той заедно със свои съратници арменци и българи от ВМОРО - Слави Мерджанов, Петър Соколов, Оник Торосян, Татул Зармарян от Малгара и други, по нареждане на Степан Зорян, формират в Пловдив революционна чета под негово командване, която планира неуспешен опит да отвлече персийския шах, след което. българо-арменската чета навлиза в Одринска Тракия и се насочва се към одринския валия, но и той се оказва недостъпна цел и четата отвлича Нури бей, сина на видния одрински чифликчия Дертли Мустафа. Започва преследване и те са открити от потерите в местността Юклуците, близо село Киречли, Одринско. След сражението, в което е убит синът на чифликчията, а Петър Соколов и Татул Зармарян са тежко ранени и умират, Сиремджиян, Мерджанов и Торосян, също тежко ранени, са заловени. След излекуването им във военната болница в Одрин, те са екзекутирани чрез обесване на 27 ноември 1901 г.